# 1985 في المجر
فيما يلي قوائم الأحداث التي وقعت خلال عام 1985 في المجر.

## رياضة
- 1 مايو – نهائي كأس الاتحاد الأوروبي 1985 الفائز ريال مدريد.

## مواليد

### مارس
- 9 مارس – غيرغيلي رودولف لاعب كرة قدم مجري.

### مايو
- 30 مايو – كريستيان فادوش لاعب كرة قدم مجري.

### يونيو
- 5 يونيو – تيموزين شوخ لاعب كرة يد مجري.
- 19 يونيو – فيراج نيميث لاعبة كرة مضرب مجرية.

### يوليو
- 28 يوليو – فيكتوريا ردي سوس لاعبة كرة يد مجرية.

### أغسطس
- 8 أغسطس – فيرينتس بيركيش لاعب شطرنج مجري.

### سبتمبر
- 6 سبتمبر – إيمري توث متسابق دراجات نارية مجري.

### أكتوبر
- 22 أكتوبر – باربارا بالوغ لاعبة كرة يد مجرية.

## وفيات

### أبريل
- 30 أبريل – جوليس وايت (مواليد 1900)

### أغسطس
- 11 أغسطس – جانوس درابال (مواليد 1948) متسابق دراجات نارية مجري.
- 16 أغسطس – غيزا تولدي (مواليد 1909) لاعب كرة قدم مجري.

### سبتمبر
- 7 سبتمبر – جورج بوليا (مواليد 1887) رياضياتي مجري.
- 28 سبتمبر – أندريه كيرتيش (مواليد 1894) مصور مجري.

### أكتوبر
- 2 أكتوبر – مارغريت مالر (مواليد 1897)
- 24 أكتوبر – لاديسلاو جوزيف بيرو (مواليد 1899)